# Danh sách quốc gia theo dân số
Đây là danh sách quốc gia theo dân số.
Danh sách này dựa trên cách gọi tên dùng trong danh sách nước trên thế giới. Lưu ý là bài này không chủ ý nói về tình trạng của các lãnh thổ.
Một số lãnh thổ cũng được đề cập để tiện so sánh. Chúng được in nghiêng.

Bản đồ dân số thế giới.

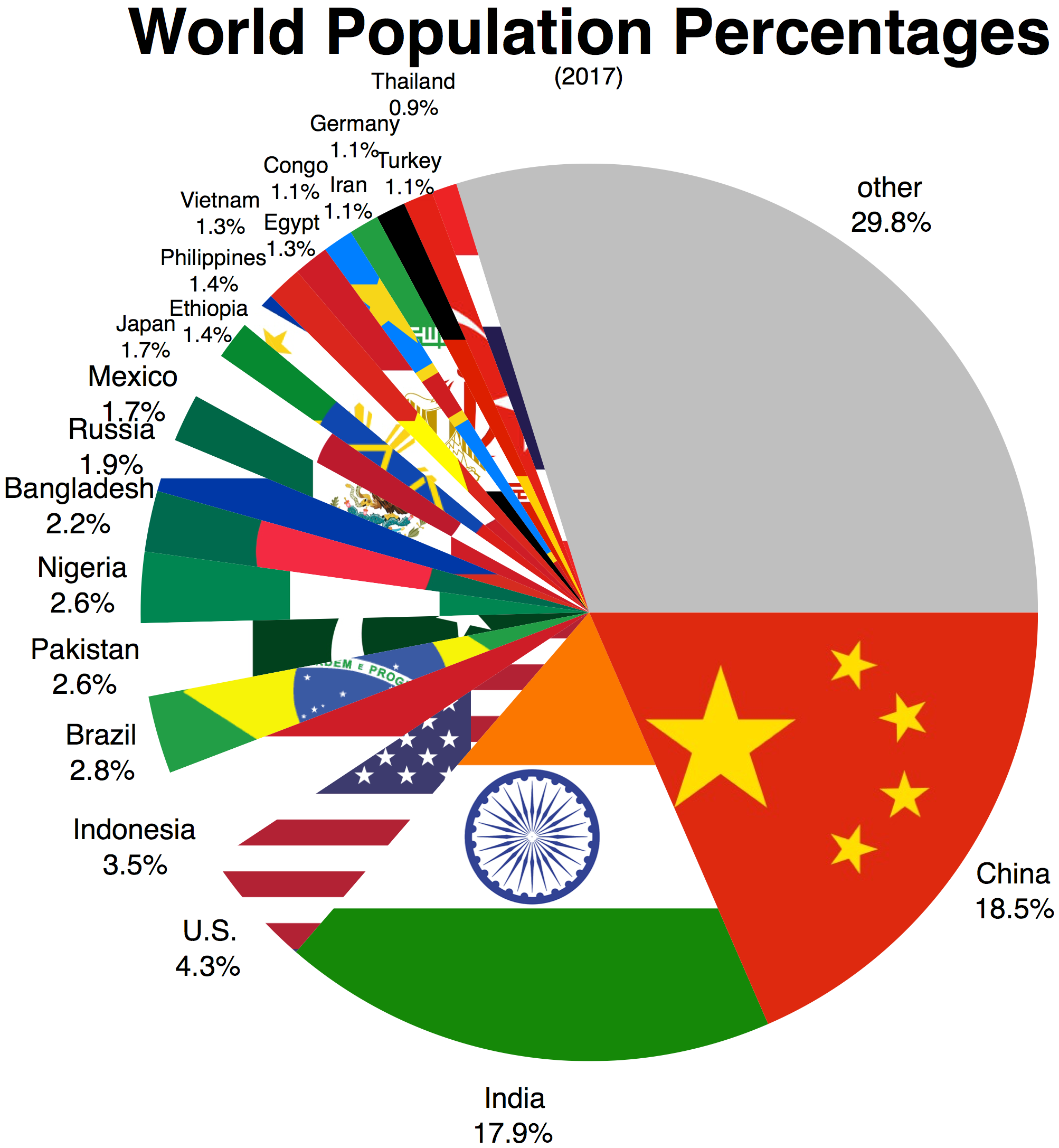
Biểu đồ tỉ lệ dân số thế giới (2018)

## Danh sách các nước
| STT | Quốc gia / Lãnh thổ                         | Dân số        | Thời điểm thống kê | % so với dân số thế giới | Nguồn ước tính                                                                   |
| --- | ------------------------------------------- | ------------- | ------------------ | ------------------------ | -------------------------------------------------------------------------------- |
| -   | Thế giới                                    | 8,082,059,793 | 31 tháng 12, 2023  | 100%                     | CIA World Factbook ước tính Lưu trữ ngày 27 tháng 9 năm 2011 tại Wayback Machine |
| 1   | Ấn Độ                                       | 1,448,917,208 | 31 tháng 12, 2023  | 17,76%                   | CIA World Factbook ước tính Lưu trữ ngày 27 tháng 9 năm 2011 tại Wayback Machine |
| 2   | Trung Quốc                                  | 1,425,627,761 | 31 tháng 12, 2023  | 17,64%                   | CIA World Factbook ước tính Lưu trữ ngày 27 tháng 9 năm 2011 tại Wayback Machine |
| 3   | Hoa Kỳ                                      | 341.745.851   | 31 tháng 12, 2023  | 4,21%                    | CIA World Factbook ước tính Lưu trữ ngày 27 tháng 9 năm 2011 tại Wayback Machine |
| 4   | Indonesia                                   | 281.027.327   | 31 tháng 12, 2023  | 3,45%                    | CIA World Factbook ước tính Lưu trữ ngày 27 tháng 9 năm 2011 tại Wayback Machine |
| 5   | Pakistan                                    | 242,845,364   | 31 tháng 12, 2023  | 3,00%                    | CIA World Factbook ước tính Lưu trữ ngày 27 tháng 9 năm 2011 tại Wayback Machine |
| 6   | Nigeria                                     | 226,486,800   | 31 tháng 12, 2023  | 2,80%                    | CIA World Factbook ước tính Lưu trữ ngày 27 tháng 9 năm 2011 tại Wayback Machine |
| 7   | Brasil                                      | 217,031,890   | 31 tháng 12, 2023  | 2,69%                    | CIA World Factbook ước tính Lưu trữ ngày 27 tháng 9 năm 2011 tại Wayback Machine |
| 8   | Bangladesh                                  | 173,832,574   | 31 tháng 12, 2023  | 2,15%                    | CIA World Factbook ước tính Lưu trữ ngày 27 tháng 9 năm 2011 tại Wayback Machine |
| 9   | Nga                                         | 144,200,727   | 31 tháng 12, 2023  | 1,78%                    | CIA World Factbook ước tính Lưu trữ ngày 27 tháng 9 năm 2011 tại Wayback Machine |
| 10  | México                                      | 128,923,460   | 31 tháng 12, 2023  | 1,60%                    | CIA World Factbook ước tính Lưu trữ ngày 27 tháng 9 năm 2011 tại Wayback Machine |
| 11  | Ethiopia                                    | 128,121,659   | 31 tháng 12, 2023  | 1,59%                    | CIA World Factbook ước tính Lưu trữ ngày 27 tháng 9 năm 2011 tại Wayback Machine |
| 12  | Nhật Bản                                    | 123.294.513   | 1 tháng 7, 2023    | 1,53%                    | CIA World Factbook ước tính Lưu trữ ngày 27 tháng 9 năm 2011 tại Wayback Machine |
| 13  | Philippines                                 | 118,226,659   | 31 tháng 12, 2023  | 1,46%                    | CIA World Factbook ước tính Lưu trữ ngày 27 tháng 9 năm 2011 tại Wayback Machine |
| 14  | Ai Cập                                      | 113,599,408   | 31 tháng 12, 2023  | 1,41%                    | CIA World Factbook ước tính Lưu trữ ngày 27 tháng 9 năm 2011 tại Wayback Machine |
| 15  | CHDC Congo                                  | 107.246.535   | 31 tháng 12, 2023  | 1,29%                    | CIA World Factbook ước tính Lưu trữ ngày 27 tháng 9 năm 2011 tại Wayback Machine |
| 16  | Việt Nam                                    | 99,924,204    | 31 tháng 12, 2023  | 1,23%                    | CIA World Factbook ước tính Lưu trữ ngày 27 tháng 9 năm 2011 tại Wayback Machine |
| 17  | Iran                                        | 89,491,267    | 31 tháng 12, 2023  | 1,11%                    | CIA World Factbook ước tính Lưu trữ ngày 27 tháng 9 năm 2011 tại Wayback Machine |
| 18  | Thổ Nhĩ Kỳ                                  | 86,038,031    | 31 tháng 12, 2023  | 1,06%                    | CIA World Factbook ước tính Lưu trữ ngày 27 tháng 9 năm 2011 tại Wayback Machine |
| 19  | Đức                                         | 83,273,435    | 31 tháng 12, 2023  | 1,03%                    | CIA World Factbook ước tính Lưu trữ ngày 27 tháng 9 năm 2011 tại Wayback Machine |
| 20  | Thái Lan                                    | 71,843,528    | 31 tháng 12, 2023  | 0,89%                    | CIA World Factbook ước tính Lưu trữ ngày 27 tháng 9 năm 2011 tại Wayback Machine |
| 21  | Tanzania                                    | 68,427,516    | 31 tháng 12, 2023  | 0,85%                    | CIA World Factbook ước tính Lưu trữ ngày 27 tháng 9 năm 2011 tại Wayback Machine |
| 22  | Vương quốc Anh                              | 67,849,467    | 31 tháng 12, 2023  | 0,84%                    | CIA World Factbook ước tính Lưu trữ ngày 27 tháng 9 năm 2011 tại Wayback Machine |
| 23  | Phápn3                                      | 64,819,405    | 31 tháng 12, 2023  | 0,80%                    | CIA World Factbook ước tính Lưu trữ ngày 27 tháng 9 năm 2011 tại Wayback Machine |
| 24  | Nam Phi                                     | 60,719,029    | 31 tháng 12, 2023  | 0,75%                    | CIA World Factbook ước tính Lưu trữ ngày 27 tháng 9 năm 2011 tại Wayback Machine |
| 25  | Ý                                           | 58,783,770    | 31 tháng 12, 2023  | 0,73%                    | CIA World Factbook ước tính Lưu trữ ngày 27 tháng 9 năm 2011 tại Wayback Machine |
| 26  | Kenya                                       | 55,651,682    | 31 tháng 12, 2023  | 0,69%                    | CIA World Factbook ước tính Lưu trữ ngày 27 tháng 9 năm 2011 tại Wayback Machine |
| 27  | Myanmar                                     | 54,772,426    | 31 tháng 12, 2023  | 0,68%                    | CIA World Factbook ước tính Lưu trữ ngày 27 tháng 9 năm 2011 tại Wayback Machine |
| 28  | Colombia                                    | 52,212,831    | 31 tháng 12, 2023  | 0,65%                    | CIA World Factbook ước tính Lưu trữ ngày 27 tháng 9 năm 2011 tại Wayback Machine |
| 29  | Hàn Quốc                                    | 51,763,022    | 31 tháng 12, 2023  | 0,64%                    | CIA World Factbook ước tính Lưu trữ ngày 27 tháng 9 năm 2011 tại Wayback Machine |
| 30  | Uganda                                      | 49,255,353    | 31 tháng 12, 2023  | 0,61%                    | CIA World Factbook ước tính Lưu trữ ngày 27 tháng 9 năm 2011 tại Wayback Machine |
| 31  | Sudan                                       | 48,732,939    | 31 tháng 12, 2023  | 0,60%                    | CIA World Factbook ước tính Lưu trữ ngày 27 tháng 9 năm 2011 tại Wayback Machine |
| 32  | Tây Ban Nha                                 | 47,496,515    | 31 tháng 12, 2023  | 0,59%                    | CIA World Factbook ước tính Lưu trữ ngày 27 tháng 9 năm 2011 tại Wayback Machine |
| 33  | Iraq                                        | 46,013,826    | 31 tháng 12, 2023  | 0,57%                    | CIA World Factbook ước tính Lưu trữ ngày 27 tháng 9 năm 2011 tại Wayback Machine |
| 34  | Algérie                                     | 45,942,495    | 31 tháng 12, 2023  | 0,57%                    | CIA World Factbook ước tính Lưu trữ ngày 27 tháng 9 năm 2011 tại Wayback Machine |
| 35  | Argentina                                   | 45,916,363    | 31 tháng 12, 2023  | 0,57%                    | CIA World Factbook ước tính Lưu trữ ngày 27 tháng 9 năm 2011 tại Wayback Machine |
| 36  | Afghanistan                                 | 42,805,599    | 31 tháng 12, 2023  | 0,53%                    | CIA World Factbook ước tính Lưu trữ ngày 27 tháng 9 năm 2011 tại Wayback Machine |
| 37  | Ba Lan                                      | 40,622,622    | 31 tháng 12, 2023  | 0,50%                    | CIA World Factbook ước tính Lưu trữ ngày 27 tháng 9 năm 2011 tại Wayback Machine |
| 38  | Canada                                      | 38,944,105    | 31 tháng 12, 2023  | 0,48%                    | CIA World Factbook ước tính Lưu trữ ngày 27 tháng 9 năm 2011 tại Wayback Machine |
| 39  | Maroc                                       | 38,025,550    | 31 tháng 12, 2023  | 0,47%                    | CIA World Factbook ước tính Lưu trữ ngày 27 tháng 9 năm 2011 tại Wayback Machine |
| 40  | Ukraina                                     | 37,344,502    | 31 tháng 12, 2023  | 0,46%                    | CIA World Factbook ước tính Lưu trữ ngày 27 tháng 9 năm 2011 tại Wayback Machine |
| 41  | Angola                                      | 37,244,124    | 31 tháng 12, 2023  | 0,46%                    | CIA World Factbook ước tính Lưu trữ ngày 27 tháng 9 năm 2011 tại Wayback Machine |
| 42  | Ả Rập Xê Út                                 | 37,211,296    | 31 tháng 12, 2023  | 0,46%                    | CIA World Factbook ước tính Lưu trữ ngày 27 tháng 9 năm 2011 tại Wayback Machine |
| 43  | Uzbekistan                                  | 35,418,588    | 31 tháng 12, 2023  | 0,44%                    | CIA World Factbook ước tính Lưu trữ ngày 27 tháng 9 năm 2011 tại Wayback Machine |
| 44  | Yemen                                       | 34,834,423    | 31 tháng 12, 2023  | 0,43%                    | CIA World Factbook ước tính Lưu trữ ngày 27 tháng 9 năm 2011 tại Wayback Machine |
| 45  | Peru                                        | 34,517,908    | 31 tháng 12, 2023  | 0,43%                    | CIA World Factbook ước tính Lưu trữ ngày 27 tháng 9 năm 2011 tại Wayback Machine |
| 46  | Malaysia                                    | 34.656.283    | 15 tháng 6, 2024   | 0,43%                    | CIA World Factbook ước tính Lưu trữ ngày 27 tháng 9 năm 2011 tại Wayback Machine |
| 47  | Ghana                                       | 34,449,398    | 31 tháng 12, 2023  | 0,43%                    | CIA World Factbook ước tính Lưu trữ ngày 27 tháng 9 năm 2011 tại Wayback Machine |
| 48  | Mozambique                                  | 34,377,338    | 31 tháng 12, 2023  | 0,43%                    | CIA World Factbook ước tính Lưu trữ ngày 27 tháng 9 năm 2011 tại Wayback Machine |
| 49  | Nepal                                       | 31,068,985    | 31 tháng 12, 2023  | 0,38%                    | CIA World Factbook ước tính Lưu trữ ngày 27 tháng 9 năm 2011 tại Wayback Machine |
| 50  | Madagascar                                  | 30,693,178    | 31 tháng 12, 2023  | 0,38%                    | CIA World Factbook ước tính Lưu trữ ngày 27 tháng 9 năm 2011 tại Wayback Machine |
| 51  | Bờ Biển Ngà                                 | 29,237,756    | 31 tháng 12, 2023  | 0,36%                    | CIA World Factbook ước tính Lưu trữ ngày 27 tháng 9 năm 2011 tại Wayback Machine |
| 52  | Venezuela                                   | 29,117,891    | 31 tháng 12, 2023  | 0,36%                    | CIA World Factbook ước tính Lưu trữ ngày 27 tháng 9 năm 2011 tại Wayback Machine |
| 53  | Cameroon                                    | 29,020,451    | 31 tháng 12, 2023  | 0,36%                    | CIA World Factbook ước tính Lưu trữ ngày 27 tháng 9 năm 2011 tại Wayback Machine |
| 54  | Niger                                       | 27,720,332    | 31 tháng 12, 2023  | 0,34%                    | CIA World Factbook ước tính Lưu trữ ngày 27 tháng 9 năm 2011 tại Wayback Machine |
| 55  | Úcn5                                        | 26,569,250    | 31 tháng 12, 2023  | 0,33%                    | CIA World Factbook ước tính Lưu trữ ngày 27 tháng 9 năm 2011 tại Wayback Machine |
| 56  | CHDCND Triều Tiên                           | 26,202,645    | 31 tháng 12, 2023  | 0,32%                    | CIA World Factbook ước tính Lưu trữ ngày 27 tháng 9 năm 2011 tại Wayback Machine |
| 57  | Đài Loann4                                  | 23,936,821    | 31 tháng 12, 2023  | 0,30%                    | CIA World Factbook ước tính Lưu trữ ngày 27 tháng 9 năm 2011 tại Wayback Machine |
| 58  | Syria                                       | 23,786,879    | 31 tháng 12, 2023  | 0,29%                    | CIA World Factbook ước tính Lưu trữ ngày 27 tháng 9 năm 2011 tại Wayback Machine |
| 59  | Mali                                        | 23,654,352    | 31 tháng 12, 2023  | 0,279%                   | CIA World Factbook ước tính Lưu trữ ngày 27 tháng 9 năm 2011 tại Wayback Machine |
| 60  | Burkina Faso                                | 23,545,547    | 31 tháng 12, 2023  | 0,29%                    | CIA World Factbook ước tính Lưu trữ ngày 27 tháng 9 năm 2011 tại Wayback Machine |
| 61  | Sri Lanka                                   | 21,921,410    | 31 tháng 12, 2023  | 0,27%                    | CIA World Factbook ước tính Lưu trữ ngày 27 tháng 9 năm 2011 tại Wayback Machine |
| 62  | Malawi                                      | 21,204,772    | 31 tháng 12, 2023  | 0,26%                    | CIA World Factbook ước tính Lưu trữ ngày 27 tháng 9 năm 2011 tại Wayback Machine |
| 63  | Zambia                                      | 20,852,100    | 31 tháng 12, 2023  | 0,26%                    | CIA World Factbook ước tính Lưu trữ ngày 27 tháng 9 năm 2011 tại Wayback Machine |
| 64  | România                                     | 19,756,058    | 31 tháng 12, 2023  | 0,24%                    | CIA World Factbook ước tính Lưu trữ ngày 27 tháng 9 năm 2011 tại Wayback Machine |
| 65  | Chile                                       | 19,644,265    | 31 tháng 12, 2023  | 0,24%                    | CIA World Factbook ước tính Lưu trữ ngày 27 tháng 9 năm 2011 tại Wayback Machine |
| 66  | Kazakhstan                                  | 19,305,993    | 31 tháng 12, 2023  | 0,24%                    | CIA World Factbook ước tính Lưu trữ ngày 27 tháng 9 năm 2011 tại Wayback Machine |
| 67  | Tchad                                       | 18,563,764    | 31 tháng 12, 2023  | 0,23%                    | CIA World Factbook ước tính Lưu trữ ngày 27 tháng 9 năm 2011 tại Wayback Machine |
| 68  | Somalian7                                   | 18,424,844    | 31 tháng 12, 2023  | 0,23%                    | CIA World Factbook ước tính Lưu trữ ngày 27 tháng 9 năm 2011 tại Wayback Machine |
| 69  | Ecuador                                     | 18,283,859    | 31 tháng 12, 2023  | 0,23%                    | CIA World Factbook ước tính Lưu trữ ngày 27 tháng 9 năm 2011 tại Wayback Machine |
| 70  | Guatemala                                   | 18,225,124    | 31 tháng 12, 2023  | 0,23%                    | CIA World Factbook ước tính Lưu trữ ngày 27 tháng 9 năm 2011 tại Wayback Machine |
| 71  | Sénégal                                     | 17,992,117    | 31 tháng 12, 2023  | 0,22%                    | CIA World Factbook ước tính Lưu trữ ngày 27 tháng 9 năm 2011 tại Wayback Machine |
| 72  | Hà Lan                                      | 17,644,798    | 31 tháng 12, 2023  | 0,22%                    | CIA World Factbook ước tính Lưu trữ ngày 27 tháng 9 năm 2011 tại Wayback Machine |
| 73  | Campuchia                                   | 17,033,835    | 31 tháng 12, 2023  | 0,21%                    | CIA World Factbook ước tính Lưu trữ ngày 27 tháng 9 năm 2011 tại Wayback Machine |
| 74  | Zimbabwe                                    | 16,843,437    | 31 tháng 12, 2023  | 0,21%                    | CIA World Factbook ước tính Lưu trữ ngày 27 tháng 9 năm 2011 tại Wayback Machine |
| 75  | Guinée                                      | 14,359,508    | 31 tháng 12, 2023  | 0,18%                    | CIA World Factbook ước tính Lưu trữ ngày 27 tháng 9 năm 2011 tại Wayback Machine |
| 76  | Rwanda                                      | 14,254,623    | 31 tháng 12, 2023  | 0,17%                    | CIA World Factbook ước tính Lưu trữ ngày 27 tháng 9 năm 2011 tại Wayback Machine |
| 77  | Bénin                                       | 13,896,251    | 31 tháng 12, 2023  | 0,17%                    | CIA World Factbook ước tính Lưu trữ ngày 27 tháng 9 năm 2011 tại Wayback Machine |
| 78  | Burundi                                     | 13,414,917    | 31 tháng 12, 2023  | 0,17%                    | CIA World Factbook ước tính Lưu trữ ngày 27 tháng 9 năm 2011 tại Wayback Machine |
| 79  | Tunisia                                     | 12,511,750    | 31 tháng 12, 2023  | 0,15%                    | CIA World Factbook ước tính Lưu trữ ngày 27 tháng 9 năm 2011 tại Wayback Machine |
| 80  | Bolivia                                     | 12,478,448    | 31 tháng 12, 2023  | 0,15%                    | CIA World Factbook ước tính Lưu trữ ngày 27 tháng 9 năm 2011 tại Wayback Machine |
| 81  | Haiti                                       | 11,795,841    | 31 tháng 12, 2023  | 0,15%                    | CIA World Factbook ước tính Lưu trữ ngày 27 tháng 9 năm 2011 tại Wayback Machine |
| 82  | Bỉ                                          | 11,701,001    | 31 tháng 12, 2023  | 0,15%                    | CIA World Factbook ước tính Lưu trữ ngày 27 tháng 9 năm 2011 tại Wayback Machine |
| 83  | Cộng hòa Dominica                           | 11,383,663    | 31 tháng 12, 2023  | 0,14%                    | CIA World Factbook ước tính Lưu trữ ngày 27 tháng 9 năm 2011 tại Wayback Machine |
| 84  | Jordan                                      | 11,360,963    | 31 tháng 12, 2023  | 0,14%                    | CIA World Factbook ước tính Lưu trữ ngày 27 tháng 9 năm 2011 tại Wayback Machine |
| 85  | Cuba                                        | 11,184,528    | 31 tháng 12, 2023  | 0,14%                    | CIA World Factbook ước tính Lưu trữ ngày 27 tháng 9 năm 2011 tại Wayback Machine |
| 86  | Nam Sudann16                                | 11,182,838    | 31 tháng 12, 2023  | 0,14%                    | CIA World Factbook ước tính Lưu trữ ngày 27 tháng 9 năm 2011 tại Wayback Machine |
| 87  | Honduras                                    | 10,676,889    | 31 tháng 12, 2023  | 0,13%                    | CIA World Factbook ước tính Lưu trữ ngày 27 tháng 9 năm 2011 tại Wayback Machine |
| 88  | Thụy Điển                                   | 10,642,978    | 31 tháng 12, 2023  | 0,13%                    | CIA World Factbook ước tính Lưu trữ ngày 27 tháng 9 năm 2011 tại Wayback Machine |
| 89  | Cộng hòa Séc                                | 10,499,509    | 31 tháng 12, 2023  | 0,13%                    | CIA World Factbook ước tính Lưu trữ ngày 27 tháng 9 năm 2011 tại Wayback Machine |
| 90  | Azerbaijan                                  | 10,437,746    | 31 tháng 12, 2023  | 0,13%                    | CIA World Factbook ước tính Lưu trữ ngày 27 tháng 9 năm 2011 tại Wayback Machine |
| 91  | Papua New Guinea                            | 10,423,153    | 31 tháng 12, 2023  | 0,13%                    | CIA World Factbook ước tính Lưu trữ ngày 27 tháng 9 năm 2011 tại Wayback Machine |
| 92  | Hy Lạp                                      | 10,322,009    | 31 tháng 12, 2023  | 0,13%                    | CIA World Factbook ước tính Lưu trữ ngày 27 tháng 9 năm 2011 tại Wayback Machine |
| 93  | Bồ Đào Nha                                  | 10,235,437    | 31 tháng 12, 2023  | 0,13%                    | CIA World Factbook ước tính Lưu trữ ngày 27 tháng 9 năm 2011 tại Wayback Machine |
| 94  | Tajikistan                                  | 10,238,060    | 31 tháng 12, 2023  | 0,13%                    | CIA World Factbook ước tính Lưu trữ ngày 27 tháng 9 năm 2011 tại Wayback Machine |
| 95  | Hungary                                     | 10,075,703    | 31 tháng 12, 2023  | 0,12%                    | CIA World Factbook ước tính Lưu trữ ngày 27 tháng 9 năm 2011 tại Wayback Machine |
| 96  | UAE                                         | 9,554,573     | 31 tháng 12, 2023  | 0,12%                    | Official estimate                                                                |
| 97  | Belarus                                     | 9,476,568     | 31 tháng 12, 2023  | 0,12%                    | CIA World Factbook ước tính Lưu trữ ngày 27 tháng 9 năm 2011 tại Wayback Machine |
| 98  | Israeln8                                    | 9,243,293     | 31 tháng 12, 2023  | 0,11%                    | CIA World Factbook ước tính Lưu trữ ngày 27 tháng 9 năm 2011 tại Wayback Machine |
| 99  | Togo                                        | 9,157,217     | 31 tháng 12, 2023  | 0,11%                    | CIA World Factbook ước tính Lưu trữ ngày 27 tháng 9 năm 2011 tại Wayback Machine |
| 100 | Áo                                          | 8,968,039     | 31 tháng 12, 2023  | 0,11%                    | CIA World Factbook ước tính Lưu trữ ngày 27 tháng 9 năm 2011 tại Wayback Machine |
| 101 | Sierra Leone                                | 8,884,431     | 31 tháng 12, 2023  | 0,11%                    | CIA World Factbook ước tính Lưu trữ ngày 27 tháng 9 năm 2011 tại Wayback Machine |
| 102 | Thụy Sĩ                                     | 8,824,140     | 31 tháng 12, 2023  | 0,11%                    | CIA World Factbook ước tính Lưu trữ ngày 27 tháng 9 năm 2011 tại Wayback Machine |
| 103 | Lào                                         | 7,685,513     | 31 tháng 12, 2023  | 0,10%                    | CIA World Factbook ước tính Lưu trữ ngày 27 tháng 9 năm 2011 tại Wayback Machine |
| 104 | Hồng Kông                                   | 7,494,153     | 31 tháng 12, 2023  | 0,09%                    | CIA World Factbook ước tính Lưu trữ ngày 27 tháng 9 năm 2011 tại Wayback Machine |
| 105 | Serbian6                                    | 7,123,083     | 31 tháng 12, 2023  | 0,09%                    | CIA World Factbook ước tính Lưu trữ ngày 27 tháng 9 năm 2011 tại Wayback Machine |
| 106 | Nicaragua                                   | 7,094,587     | 31 tháng 12, 2023  | 0,09%                    | CIA World Factbook ước tính Lưu trữ ngày 27 tháng 9 năm 2011 tại Wayback Machine |
| 107 | Libya                                       | 6,926,251     | 31 tháng 12, 2023  | 0,09%                    | CIA World Factbook ước tính Lưu trữ ngày 27 tháng 9 năm 2011 tại Wayback Machine |
| 108 | Paraguay                                    | 6,904,372     | 31 tháng 12, 2023  | 0,09%                    | CIA World Factbook ước tính Lưu trữ ngày 27 tháng 9 năm 2011 tại Wayback Machine |
| 109 | Kyrgyzstan                                  | 6,787,774     | 31 tháng 12, 2023  | 0,08%                    | CIA World Factbook ước tính Lưu trữ ngày 27 tháng 9 năm 2011 tại Wayback Machine |
| 110 | Bulgaria                                    | 6,653,205     | 31 tháng 12, 2023  | 0,08%                    | CIA World Factbook ước tính Lưu trữ ngày 27 tháng 9 năm 2011 tại Wayback Machine |
| 111 | Turkmenistan                                | 6,557,085     | 31 tháng 12, 2023  | 0,08%                    | CIA World Factbook ước tính Lưu trữ ngày 27 tháng 9 năm 2011 tại Wayback Machine |
| 112 | El Salvador                                 | 6,380,604     | 31 tháng 12, 2023  | 0,08%                    | CIA World Factbook ước tính Lưu trữ ngày 27 tháng 9 năm 2011 tại Wayback Machine |
| 113 | Cộng hòa Congo                              | 6,175,633     | 31 tháng 12, 2023  | 0,08%                    | CIA World Factbook ước tính Lưu trữ ngày 27 tháng 9 năm 2011 tại Wayback Machine |
| 114 | Singapore                                   | 6,033,692     | 31 tháng 12, 2023  | 0,07%                    | CIA World Factbook ước tính Lưu trữ ngày 27 tháng 9 năm 2011 tại Wayback Machine |
| 115 | Đan Mạch                                    | 5,925,290     | 31 tháng 12, 2023  | 0,07%                    | CIA World Factbook ước tính Lưu trữ ngày 27 tháng 9 năm 2011 tại Wayback Machine |
| 116 | Cộng hòa Trung Phi                          | 5,829,276     | 31 tháng 12, 2023  | 0,06%                    | CIA World Factbook ước tính Lưu trữ ngày 27 tháng 9 năm 2011 tại Wayback Machine |
| 117 | Slovakia                                    | 5,749,032     | 31 tháng 12, 2023  | 0,07%                    | CIA World Factbook ước tính Lưu trữ ngày 27 tháng 9 năm 2011 tại Wayback Machine |
| 118 | Phần Lann9                                  | 5,547,678     | 31 tháng 12, 2023  | 0,07%                    | CIA World Factbook ước tính Lưu trữ ngày 27 tháng 9 năm 2011 tại Wayback Machine |
| 119 | Na Uyn10                                    | 5,494,398     | 31 tháng 12, 2023  | 0,07%                    | CIA World Factbook ước tính Lưu trữ ngày 27 tháng 9 năm 2011 tại Wayback Machine |
| 120 | Liberia                                     | 5,477,599     | 31 tháng 12, 2023  | 0,07%                    | CIA World Factbook ước tính Lưu trữ ngày 27 tháng 9 năm 2011 tại Wayback Machine |
| 121 | Palestine                                   | 5,433,026     | 31 tháng 12, 2023  | 0,07%                    | CIA World Factbook ước tính Lưu trữ ngày 27 tháng 9 năm 2011 tại Wayback Machine |
| 122 | Liban                                       | 5,286,279     | 31 tháng 12, 2022  | 0,07%                    | CIA World Factbook ước tính Lưu trữ ngày 27 tháng 9 năm 2011 tại Wayback Machine |
| 123 | New Zealand                                 | 5,249,134     | 31 tháng 12, 2023  | 0,06%                    | CIA World Factbook ước tính Lưu trữ ngày 27 tháng 9 năm 2011 tại Wayback Machine |
| 124 | Costa Rica                                  | 5,229,426     | 31 tháng 12, 2023  | 0,06%                    | CIA World Factbook ước tính Lưu trữ ngày 27 tháng 9 năm 2011 tại Wayback Machine |
| 125 | Ireland                                     | 5,073,201     | 31 tháng 12, 2023  | 0,06%                    | CIA World Factbook ước tính Lưu trữ ngày 27 tháng 9 năm 2011 tại Wayback Machine |
| 126 | Mauritanie                                  | 4,928,393     | 31 tháng 12, 2023  | 0,06%                    | CIA World Factbook ước tính Lưu trữ ngày 27 tháng 9 năm 2011 tại Wayback Machine |
| 127 | Oman                                        | 4,678,942     | 31 tháng 12, 2023  | 0,06%                    | CIA World Factbook ước tính Lưu trữ ngày 27 tháng 9 năm 2011 tại Wayback Machine |
| 128 | Panama                                      | 4,498,001     | 31 tháng 12, 2023  | 0,06%                    | CIA World Factbook ước tính Lưu trữ ngày 27 tháng 9 năm 2011 tại Wayback Machine |
| 129 | Kuwait                                      | 4,329,813     | 31 tháng 12, 2023  | 0,05%                    | CIA World Factbook ước tính Lưu trữ ngày 27 tháng 9 năm 2011 tại Wayback Machine |
| 130 | Croatia                                     | 3,997,633     | 31 tháng 12, 2023  | 0,05%                    | CIA World Factbook ước tính Lưu trữ ngày 27 tháng 9 năm 2011 tại Wayback Machine |
| 131 | Eritrea                                     | 3,783,239     | 31 tháng 12, 2023  | 0,05%                    | CIA World Factbook ước tính Lưu trữ ngày 27 tháng 9 năm 2011 tại Wayback Machine |
| 132 | Gruzian11                                   | 3,722,858     | 31 tháng 12, 2023  | 0,05%                    | CIA World Factbook ước tính Lưu trữ ngày 27 tháng 9 năm 2011 tại Wayback Machine |
| 133 | Mông Cổ                                     | 3,470,393     | 31 tháng 12, 2023  | 0,04%                    | CIA World Factbook ước tính Lưu trữ ngày 27 tháng 9 năm 2011 tại Wayback Machine |
| 134 | Uruguay                                     | 3,423,212     | 31 tháng 12, 2023  | 0,04%                    | CIA World Factbook ước tính Lưu trữ ngày 27 tháng 9 năm 2011 tại Wayback Machine |
| 135 | Moldovan12                                  | 3,382,740     | 31 tháng 12, 2023  | 0,04%                    | CIA World Factbook ước tính Lưu trữ ngày 27 tháng 9 năm 2011 tại Wayback Machine |
| 136 | Puerto Rico                                 | 3,264,555     | 31 tháng 12, 2023  | 0,04%                    | CIA World Factbook ước tính Lưu trữ ngày 27 tháng 9 năm 2011 tại Wayback Machine |
| 137 | Bosna và Hercegovina                        | 3,202,586     | 31 tháng 12, 2023  | 0,04%                    | CIA World Factbook ước tính Lưu trữ ngày 27 tháng 9 năm 2011 tại Wayback Machine |
| 138 | Albania                                     | 2,829,219     | 31 tháng 12, 2023  | 0,04%                    | CIA World Factbook ước tính Lưu trữ ngày 27 tháng 9 năm 2011 tại Wayback Machine |
| 139 | Jamaica                                     | 2,825,140     | 31 tháng 12, 2023  | 0,03%                    | CIA World Factbook ước tính Lưu trữ ngày 27 tháng 9 năm 2011 tại Wayback Machine |
| 140 | Gambia                                      | 2,807,445     | 31 tháng 12, 2023  | 0,03%                    | CIA World Factbook ước tính Lưu trữ ngày 27 tháng 9 năm 2011 tại Wayback Machine |
| 141 | Armenia                                     | 2,777,794     | 31 tháng 12, 2023  | 0,03%                    | CIA World Factbook ước tính Lưu trữ ngày 27 tháng 9 năm 2011 tại Wayback Machine |
| 142 | Qatar                                       | 2,726,758     | 31 tháng 12, 2023  | 0,03%                    | CIA World Factbook ước tính Lưu trữ ngày 27 tháng 9 năm 2011 tại Wayback Machine |
| 143 | Botswana                                    | 2,697,498     | 31 tháng 12, 2023  | 0,03%                    | CIA World Factbook ước tính Lưu trữ ngày 27 tháng 9 năm 2011 tại Wayback Machine |
| 144 | Litva                                       | 2,649,234     | 31 tháng 12, 2022  | 0,03%                    | CIA World Factbook ước tính Lưu trữ ngày 27 tháng 9 năm 2011 tại Wayback Machine |
| 145 | Namibia                                     | 2,624,966     | 31 tháng 12, 2023  | 0,03%                    | CIA World Factbook ước tính Lưu trữ ngày 27 tháng 9 năm 2011 tại Wayback Machine |
| 146 | Gabon                                       | 2,460,535     | 31 tháng 12, 2023  | 0,03%                    | CIA World Factbook ước tính Lưu trữ ngày 27 tháng 9 năm 2011 tại Wayback Machine |
| 147 | Lesotho                                     | 2,343,185     | 31 tháng 12, 2023  | 0,03%                    | CIA World Factbook ước tính Lưu trữ ngày 27 tháng 9 năm 2011 tại Wayback Machine |
| 148 | Guiné-Bissau                                | 2,173,994     | 31 tháng 12, 2023  | 0,03%                    | CIA World Factbook ước tính Lưu trữ ngày 27 tháng 9 năm 2011 tại Wayback Machine |
| 149 | Slovenia                                    | 2,119,320     | 31 tháng 12, 2023  | 0,03%                    | CIA World Factbook ước tính Lưu trữ ngày 27 tháng 9 năm 2011 tại Wayback Machine |
| 150 | Bắc Macedonia                               | 2,084,194     | 31 tháng 12, 2023  | 0,03%                    | CIA World Factbook ước tính Lưu trữ ngày 27 tháng 9 năm 2011 tại Wayback Machine |
| 151 | Latvia                                      | 1,820,195     | 31 tháng 12, 2023  | 0,02%                    | CIA World Factbook ước tính Lưu trữ ngày 27 tháng 9 năm 2011 tại Wayback Machine |
| 152 | Guinea Xích Đạo                             | 1,734,899     | 31 tháng 12, 2023  | 0,02%                    | CIA World Factbook ước tính Lưu trữ ngày 27 tháng 9 năm 2011 tại Wayback Machine |
| 153 | Trinidad và Tobago                          | 1,536,574     | 31 tháng 12, 2023  | 0,02%                    | CIA World Factbook ước tính Lưu trữ ngày 27 tháng 9 năm 2011 tại Wayback Machine |
| 154 | Bahrain                                     | 1,492,134     | 31 tháng 12, 2023  | 0,02%                    | CIA World Factbook ước tính Lưu trữ ngày 27 tháng 9 năm 2011 tại Wayback Machine |
| 155 | Đông Timor                                  | 1,370,228     | 31 tháng 12, 2023  | 0,02%                    | CIA World Factbook ước tính Lưu trữ ngày 27 tháng 9 năm 2011 tại Wayback Machine |
| 156 | Estonia                                     | 1,320,905     | 31 tháng 12, 2023  | 0,02%                    | CIA World Factbook ước tính Lưu trữ ngày 27 tháng 9 năm 2011 tại Wayback Machine |
| 157 | Mauritius                                   | 1,301,267     | 31 tháng 12, 2023  | 0,02%                    | CIA World Factbook ước tính Lưu trữ ngày 27 tháng 9 năm 2011 tại Wayback Machine |
| 158 | Sípn14                                      | 1,264,298     | 31 tháng 12, 2023  | 0,02%                    | CIA World Factbook ước tính Lưu trữ ngày 27 tháng 9 năm 2011 tại Wayback Machine |
| 159 | Eswatini                                    | 1,216,442     | 31 tháng 12, 2023  | 0,02%                    | CIA World Factbook ước tính Lưu trữ ngày 27 tháng 9 năm 2011 tại Wayback Machine |
| 160 | Djibouti                                    | 1,144,383     | 31 tháng 12, 2023  | 0,01%                    | CIA World Factbook ước tính Lưu trữ ngày 27 tháng 9 năm 2011 tại Wayback Machine |
| 161 | Réunion                                     | 985,569       | 31 tháng 12, 2023  | 0,01%                    | CIA World Factbook ước tính Lưu trữ ngày 27 tháng 9 năm 2011 tại Wayback Machine |
| 162 | Fiji                                        | 939,734       | 31 tháng 12, 2023  | 0,01%                    | CIA World Factbook ước tính Lưu trữ ngày 27 tháng 9 năm 2011 tại Wayback Machine |
| 163 | Comorosn15                                  | 859,867       | 31 tháng 12, 2023  | 0,01%                    | CIA World Factbook ước tính Lưu trữ ngày 27 tháng 9 năm 2011 tại Wayback Machine |
| 164 | Guyana                                      | 816,724       | 31 tháng 12, 2023  | 0,01%                    | CIA World Factbook ước tính Lưu trữ ngày 27 tháng 9 năm 2011 tại Wayback Machine |
| 165 | Bhutan                                      | 789,901       | 31 tháng 12, 2023  | 0,01%                    | CIA World Factbook ước tính Lưu trữ ngày 27 tháng 9 năm 2011 tại Wayback Machine |
| 166 | Quần đảo Solomon                            | 748,574       | 31 tháng 12, 2023  | 0,01%                    | CIA World Factbook ước tính Lưu trữ ngày 27 tháng 9 năm 2011 tại Wayback Machine |
| 167 | Ma Cao                                      | 708,611       | 31 tháng 12, 2023  | 0,01%                    | CIA World Factbook ước tính Lưu trữ ngày 27 tháng 9 năm 2011 tại Wayback Machine |
| 168 | Luxembourg                                  | 658,192       | 31 tháng 12, 2023  | 0,01%                    | CIA World Factbook ước tính Lưu trữ ngày 27 tháng 9 năm 2011 tại Wayback Machine |
| 169 | Montenegro                                  | 626,293       | 31 tháng 12, 2023  | 0,01%                    | CIA World Factbook ước tính Lưu trữ ngày 27 tháng 9 năm 2011 tại Wayback Machine |
| 170 | Suriname                                    | 626,220       | 31 tháng 12, 2023  | 0,01%                    | CIA World Factbook ước tính Lưu trữ ngày 27 tháng 9 năm 2011 tại Wayback Machine |
| 171 | Cabo Verde                                  | 601,568       | 31 tháng 12, 2023  | 0,01%                    | CIA World Factbook ước tính Lưu trữ ngày 27 tháng 9 năm 2011 tại Wayback Machine |
| 172 | Tây Sahara                                  | 592,841       | 31 tháng 12, 2023  | 0,01%                    | CIA World Factbook ước tính Lưu trữ ngày 27 tháng 9 năm 2011 tại Wayback Machine |
| 173 | Malta                                       | 535,905       | 31 tháng 12, 2023  | 0,01%                    | CIA World Factbook ước tính Lưu trữ ngày 27 tháng 9 năm 2011 tại Wayback Machine |
| 174 | Maldives                                    | 519,449       | 31 tháng 12, 2023  | 0,01%                    | CIA World Factbook ước tính Lưu trữ ngày 27 tháng 9 năm 2011 tại Wayback Machine |
| 175 | Brunei                                      | 454,189       | 31 tháng 12, 2023  | 0,01%                    | CIA World Factbook ước tính Lưu trữ ngày 27 tháng 9 năm 2011 tại Wayback Machine |
| 176 | Bahamas                                     | 413,930       | 31 tháng 12, 2023  | 0,01%                    | CIA World Factbook ước tính Lưu trữ ngày 27 tháng 9 năm 2011 tại Wayback Machine |
| 177 | Belize                                      | 413,738       | 31 tháng 12, 2023  | 0,01%                    | CIA World Factbook ước tính Lưu trữ ngày 27 tháng 9 năm 2011 tại Wayback Machine |
| 178 | Guadeloupe                                  | 396,093       | 31 tháng 12, 2023  | 0,01%                    | CIA World Factbook ước tính Lưu trữ ngày 27 tháng 9 năm 2011 tại Wayback Machine |
| 179 | Iceland                                     | 376,502       | 31 tháng 12, 2023  | 0,00%                    | CIA World Factbook ước tính Lưu trữ ngày 27 tháng 9 năm 2011 tại Wayback Machine |
| 180 | Martinique                                  | 366,698       | 31 tháng 12, 2023  | 0,00%                    | CIA World Factbook ước tính Lưu trữ ngày 27 tháng 9 năm 2011 tại Wayback Machine |
| 181 | Mayotte                                     | 340,990       | 31 tháng 12, 2023  | 0,00%                    | CIA World Factbook ước tính Lưu trữ ngày 27 tháng 9 năm 2011 tại Wayback Machine |
| 182 | Vanuatu                                     | 338,411       | 31 tháng 12, 2023  | 0,00%                    | CIA World Factbook ước tính Lưu trữ ngày 27 tháng 9 năm 2011 tại Wayback Machine |
| 183 | Guyane thuộc Pháp                           | 315,987       | 31 tháng 12, 2023  | 0,00%                    | CIA World Factbook ước tính Lưu trữ ngày 27 tháng 9 năm 2011 tại Wayback Machine |
| 184 | Polynésie thuộc Pháp                        | 310,126       | 31 tháng 12, 2023  | 0,00%                    | CIA World Factbook ước tính Lưu trữ ngày 27 tháng 9 năm 2011 tại Wayback Machine |
| 185 | Nouvelle-Calédonie                          | 294,483       | 31 tháng 12, 2023  | 0,00%                    | CIA World Factbook ước tính Lưu trữ ngày 27 tháng 9 năm 2011 tại Wayback Machine |
| 186 | Barbados                                    | 282,153       | 31 tháng 12, 2023  | 0,00%                    | CIA World Factbook ước tính Lưu trữ ngày 27 tháng 9 năm 2011 tại Wayback Machine |
| 187 | São Tomé và Príncipe                        | 234,116       | 31 tháng 12, 2023  | 0,00%                    | CIA World Factbook ước tính Lưu trữ ngày 27 tháng 9 năm 2011 tại Wayback Machine |
| 188 | Samoa                                       | 227,322       | 31 tháng 12, 2023  | 0,00%                    | CIA World Factbook ước tính Lưu trữ ngày 27 tháng 9 năm 2011 tại Wayback Machine |
| 189 | Curaçao                                     | 192,523       | 31 tháng 12, 2023  | 0,00%                    | CIA World Factbook ước tính Lưu trữ ngày 27 tháng 9 năm 2011 tại Wayback Machine |
| 190 | Saint Lucia                                 | 180,529       | 31 tháng 12, 2023  | 0,00%                    | CIA World Factbook ước tính Lưu trữ ngày 27 tháng 9 năm 2011 tại Wayback Machine |
| 191 | Guam                                        | 173,532       | 31 tháng 12, 2023  | 0,00%                    | CIA World Factbook ước tính Lưu trữ ngày 27 tháng 9 năm 2011 tại Wayback Machine |
| 192 | Kiribati                                    | 134,637       | 31 tháng 12, 2023  | 0,00%                    | CIA World Factbook ước tính Lưu trữ ngày 27 tháng 9 năm 2011 tại Wayback Machine |
| 193 | Grenada                                     | 126,535       | 31 tháng 12, 2023  | 0,00%                    | CIA World Factbook ước tính Lưu trữ ngày 27 tháng 9 năm 2011 tại Wayback Machine |
| 194 | Liên bang Micronesia                        | 115,762       | 31 tháng 12, 2023  | 0,00%                    | CIA World Factbook ước tính Lưu trữ ngày 27 tháng 9 năm 2011 tại Wayback Machine |
| 195 | Tonga                                       | 108,229       | 31 tháng 12, 2023  | 0,00%                    | CIA World Factbook ước tính Lưu trữ ngày 27 tháng 9 năm 2011 tại Wayback Machine |
| 196 | Seychelles                                  | 107,961       | 31 tháng 12, 2023  | 0,00%                    | CIA World Factbook ước tính Lưu trữ ngày 27 tháng 9 năm 2011 tại Wayback Machine |
| 197 | Aruba                                       | 106,227       | 31 tháng 12, 2023  | 0,00%                    | CIA World Factbook ước tính Lưu trữ ngày 27 tháng 9 năm 2011 tại Wayback Machine |
| 198 | Saint Vincent và Grenadines                 | 103,690       | 31 tháng 12, 2023  | 0,00%                    | CIA World Factbook ước tính Lưu trữ ngày 27 tháng 9 năm 2011 tại Wayback Machine |
| 199 | Quần đảo Virgin thuộc Mỹ                    | 98,401        | 31 tháng 12, 2023  | 0,00%                    | CIA World Factbook ước tính Lưu trữ ngày 27 tháng 9 năm 2011 tại Wayback Machine |
| 200 | Antigua và Barbuda                          | 94,557        | 31 tháng 12, 2023  | 0,00%                    | CIA World Factbook ước tính Lưu trữ ngày 27 tháng 9 năm 2011 tại Wayback Machine |
| 201 | Đảo Man                                     | 84,807        | 31 tháng 12, 2023  | 0,00%                    | CIA World Factbook ước tính Lưu trữ ngày 27 tháng 9 năm 2011 tại Wayback Machine |
| 202 | Andorra                                     | 80,215        | 31 tháng 12, 2023  | 0,00%                    | CIA World Factbook ước tính Lưu trữ ngày 27 tháng 9 năm 2011 tại Wayback Machine |
| 203 | Dominica                                    | 73,204        | 31 tháng 12, 2023  | 0,00%                    | CIA World Factbook ước tính Lưu trữ ngày 27 tháng 9 năm 2011 tại Wayback Machine |
| 204 | Quần đảo Cayman                             | 65,598        | 31 tháng 12, 2023  | 0,00%                    | CIA World Factbook ước tính Lưu trữ ngày 27 tháng 9 năm 2011 tại Wayback Machine |
| 205 | Bermuda                                     | 64,002        | 31 tháng 12, 2023  | 0,00%                    | CIA World Factbook ước tính Lưu trữ ngày 27 tháng 9 năm 2011 tại Wayback Machine |
| 206 | Greenland                                   | 56,716        | 31 tháng 12, 2023  | 0,00%                    | CIA World Factbook ước tính Lưu trữ ngày 27 tháng 9 năm 2011 tại Wayback Machine |
| 207 | Quần đảo Faroe                              | 53,357        | 31 tháng 12, 2023  | 0,00%                    | CIA World Factbook ước tính Lưu trữ ngày 27 tháng 9 năm 2011 tại Wayback Machine |
| 208 | Quần đảo Bắc Mariana                        | 49,910        | 31 tháng 12, 2023  | 0,00%                    | CIA World Factbook ước tính Lưu trữ ngày 27 tháng 9 năm 2011 tại Wayback Machine |
| 209 | Saint Kitts và Nevis                        | 47,801        | 31 tháng 12, 2023  | 0,00%                    | CIA World Factbook ước tính Lưu trữ ngày 27 tháng 9 năm 2011 tại Wayback Machine |
| 210 | Quần đảo Turks và Caicos                    | 46,247        | 31 tháng 12, 2023  | 0,00%                    | CIA World Factbook ước tính Lưu trữ ngày 27 tháng 9 năm 2011 tại Wayback Machine |
| 211 | Sint Maarten                                | 44,266        | 31 tháng 12, 2023  | 0,00%                    | CIA World Factbook ước tính Lưu trữ ngày 27 tháng 9 năm 2011 tại Wayback Machine |
| 212 | Samoa thuộc Mỹ                              | 43,729        | 31 tháng 12, 2023  | 0,00%                    | CIA World Factbook ước tính Lưu trữ ngày 27 tháng 9 năm 2011 tại Wayback Machine |
| 213 | Quần đảo Marshall                           | 42,206        | 31 tháng 12, 2023  | 0,00%                    | CIA World Factbook ước tính Lưu trữ ngày 27 tháng 9 năm 2011 tại Wayback Machine |
| 214 | Liechtenstein                               | 39,703        | 31 tháng 12, 2023  | 0,00%                    | CIA World Factbook ước tính Lưu trữ ngày 27 tháng 9 năm 2011 tại Wayback Machine |
| 215 | Monaco                                      | 36,227        | 31 tháng 12, 2023  | 0,00%                    | CIA World Factbook ước tính Lưu trữ ngày 27 tháng 9 năm 2011 tại Wayback Machine |
| 216 | San Marino                                  | 33,628        | 31 tháng 12, 2023  | 0,00%                    | CIA World Factbook ước tính Lưu trữ ngày 27 tháng 9 năm 2011 tại Wayback Machine |
| 217 | Gibraltar                                   | 32,703        | 31 tháng 12, 2023  | 0,00%                    | CIA World Factbook ước tính Lưu trữ ngày 27 tháng 9 năm 2011 tại Wayback Machine |
| 218 | Quần đảo Virgin thuộc Anh                   | 31,650        | 31 tháng 12, 2023  | 0,00%                    | CIA World Factbook ước tính Lưu trữ ngày 27 tháng 9 năm 2011 tại Wayback Machine |
| 219 | Palau                                       | 18,055        | 31 tháng 12, 2023  | 0,00%                    | CIA World Factbook ước tính Lưu trữ ngày 27 tháng 9 năm 2011 tại Wayback Machine |
| 220 | Quần đảo Cook                               | 17,058        | 31 tháng 12, 2023  | 0,00%                    | CIA World Factbook ước tính Lưu trữ ngày 27 tháng 9 năm 2011 tại Wayback Machine |
| 221 | Anguilla                                    | 15,918        | 31 tháng 12, 2023  | 0,00%                    | CIA World Factbook ước tính Lưu trữ ngày 27 tháng 9 năm 2011 tại Wayback Machine |
| 222 | Nauru                                       | 12,832        | 31 tháng 12, 2023  | 0,00%                    | CIA World Factbook ước tính Lưu trữ ngày 27 tháng 9 năm 2011 tại Wayback Machine |
| 223 | Wallis và Futuna                            | 11,470        | 31 tháng 12, 2023  | 0,00%                    | CIA World Factbook ước tính Lưu trữ ngày 27 tháng 9 năm 2011 tại Wayback Machine |
| 224 | Tuvalu                                      | 11,437        | 31 tháng 12, 2023  | 0,00%                    | CIA World Factbook ước tính Lưu trữ ngày 27 tháng 9 năm 2011 tại Wayback Machine |
| 225 | Saint Pierre và Miquelon                    | 5,828         | 31 tháng 12, 2023  | 0,00%                    | CIA World Factbook ước tính Lưu trữ ngày 27 tháng 9 năm 2011 tại Wayback Machine |
| 226 | Saint Helena, Ascension và Tristan da Cunha | 5,283         | 31 tháng 12, 2023  | 0,00%                    | CIA World Factbook ước tính Lưu trữ ngày 27 tháng 9 năm 2011 tại Wayback Machine |
| 227 | Montserrat                                  | 4,379         | 31 tháng 12, 2023  | 0,00%                    | CIA World Factbook ước tính Lưu trữ ngày 27 tháng 9 năm 2011 tại Wayback Machine |
| 228 | Quần đảo Falkland                           | 3,797         | 31 tháng 12, 2023  | 0,00%                    | CIA World Factbook ước tính Lưu trữ ngày 27 tháng 9 năm 2011 tại Wayback Machine |
| 229 | Niue                                        | 1,935         | 31 tháng 12, 2023  | 0,00%                    | CIA World Factbook ước tính Lưu trữ ngày 27 tháng 9 năm 2011 tại Wayback Machine |
| 230 | Tokelau                                     | 1,904         | 31 tháng 12, 2023  | 0,00%                    | CIA World Factbook ước tính Lưu trữ ngày 27 tháng 9 năm 2011 tại Wayback Machine |
| 231 | Thành Vatican                               | 522           | 31 tháng 12, 2023  | 0,00%                    | CIA World Factbook ước tính Lưu trữ ngày 27 tháng 9 năm 2011 tại Wayback Machine |